# Handigund, Raybag
Handigund là một làng thuộc tehsil Raybag, huyện Belgaum, bang Karnataka, Ấn Độ.